# 列克星頓 (伊利諾伊州愛德華茲縣)
列克星頓（英語：Lexington）是位於美國伊利諾伊州愛德華茲縣的一個鬼鎮。由於此地已於19世紀被荒廢，本地已無人居住。

## 地理
列克星頓的座標為38°24′57″N 87°57′51″W / 38.41583°N 87.96417°W，而該地的平均海拔高度為119米（即390英尺）。